# تشامبيون (نيويورك)
تشامبيون (بالإنجليزية: Champion, New York)‏ هي بلدة أمريكية تقع في الولايات المتحدة في مقاطعة جيفيرسون. يقدر عدد سكانها بـ 4,494 نسمة ومساحتها 116.7 كم2 وترتفع عن سطح البحر 295 متر.

## أعلام
- إيلين أليدا روز
- جورج إي. سبنسر